# بيثنال غرين
بيثنال غرين ( بالإنجليزية:Bethnal Green ) هي منطقة في الطرف الشرقي من لندن، إنجلترا، تبعد عن بعد 3 أميال من شمال شرق تشارينغ كروس. المنطقة من المستوطنة الصغيرة التي تطورت حول جرين،  والتي بقي الكثير منها اليوم باسم حدائق بيثنال جرين، بجانب طريق كامبريدج هيث. بحلول القرن 16، تم تطبيق المصطلح على منطقة ريفية أوسع.

## الحدائق
حدائق بيثنال جرين، الواقعة في وسط بيثنال جرين، تحمل النصب التذكاري للحرب العالمية، والمعروف باسم Stairway To Heaven،  وحقول النساجون، وهي حديقة تبلغ مساحتها 15.6 فدانا وهي سادس أكبر مساحة مفتوحة في تاور هامليتس التي تقع جنوب طريق بيثنال جرين. يقع الجزء الغربي من فيكتوريا بارك في بيثنال جرين.

## المباني
مستوصف بيثنال جرين الذي أصبح فيما بعد مستشفى بيثنال جرين التابع لمجلس مقاطعة لندن، يقف مقابل محطة سكة حديد كامبريدج هيث. أغلق المستشفى كمستشفى عام في سبعينيات القرن العشرين، تم تطوير الكثير من الموقع للإسكان في تسعينيات القرن العشرين.

## الدين
سكان بيثنال غرين هم حوالي 50 في المئة من المسلمين و 34 في المئة من المسيحيين.